# Mahmud Ahmadineyad
Mahmud Ahmadineyad (en persa: محمود احمدی‌نژاد‎ Mahmud Ahmadīnežād) (Aradan, 28 de octubre de 1956) es un político e ingeniero civil iraní que se desempeñó como el sexto presidente de Irán desde 2005 hasta 2013. Ideológicamente principialista y nacionalista, actualmente es miembro de la Asamblea de Discernimiento de Conveniencia del Sistema y un firme defensor del programa nuclear de Irán. También fue el principal líder político de la Alianza de Constructores del Irán Islámico, una coalición de grupos políticos conservadores en el país, y se desempeñó como alcalde de Teherán de 2003 a 2005, revirtiendo muchas de las reformas de su predecesor.
De ideología islamista conservadora,[cita requerida] Ahmadineyad fue elegido presidente de Irán el 24 de junio del 2005, en la segunda vuelta de las elecciones presidenciales. Su rival, que había conseguido más votos en la primera ronda, era el influyente expresidente Akbar Hashemi Rafsanyani, al que Ahmadineyad derrotó con el 61,69% de los votos de los aproximadamente 28 millones del total, con una participación de aproximadamente un 59,6% del electorado, mientras que en la primera vuelta Ahmadineyad solo había conseguido un 19,48%. A nivel nacional, aplicó una serie de políticas populistas destinadas a reducir las desigualdades sociales.
En las elecciones del 12 de junio de 2009, Ahmadineyad, según los datos oficiales, obtuvo un 62,63% de los votos escrutados frente a apenas un 33% de su principal rival, Mir Hosein Musaví. En los días posteriores a la cita electoral, los seguidores de los otros tres candidatos cuestionaron la regularidad del escrutinio, produciéndose manifestaciones además altercados en las calles de Teherán y otras ciudades del país, que se repitieron durante meses. 
En las elecciones presidenciales de junio de 2021 vuelve a presentar su candidatura a pesar de que ya fue rechazado por el Consejo de Guardianes –el comité de 12 juristas que evalúa las credenciales de los candidatos– cuatro años atrás.

## Biografía
Nacido en la aldea de Arādān, cerca de Garmsar, hijo de un herrero, su familia se trasladó a Teherán cuando él tenía un año. Entró en la Universidad de Irán de la Ciencia y la Tecnología (IUST) como estudiante de grado de ingeniería civil en 1976. Continuó sus estudios en la misma universidad, entrando en el programa de máster para la ingeniería civil en 1986 y finalmente obtuvo su doctorado en Tráfico e ingeniería de transporte y planificación.
En 1980, Ahmadineyad era el representante principal del IUST en las diversas sesiones de reuniones de estudiantes con el ayatolá Jomeini. En estas sesiones, se crearon las bases de la primera Oficina para Consolidar la Unidad (daftar-e tahkim-e vahdat), la organización de estudiantes que estuvo detrás del ataque de la embajada de Estados Unidos que llevó a la crisis de los rehenes en Irán. Durante el ataque de la embajada, Ahmadineyad sugirió una tentativa simultánea contra la embajada de la URSS, pero se votó en contra.
Ahmadinejad fue uno de los instructores de los Basij, organización fundada en 1979 por el ayatolá Jomeini durante la guerra con Irak. Los integrantes de esta organización eran niños de hasta 12 años, forzados a combatir para el régimen «armados» con una llave de plástico en el cuello, y a los que se les adoctrinaba para «la gloria del martirio», augurándoles su entrada al paraíso.
Los niños, que eran utilizados para barrer los campos minados, participaban con pasión y devoción religiosa con deseos de llegar al prometido paraíso, se ofrecían gozosos y exultantes. Hubo infructuosas experimentaciones perros, burros y ovejas, pero éstos huían tras la primera explosión. Para que sus miembros no se diseminen tras el bombazo, se dirigían a sus objetivos atravesando los campos minados con sus cuerpos envueltos en alfombras.
Durante la guerra, en 1986, Ahmadineyad se unió a los Guardianes de la Revolución. Después de entrenar en los cuarteles generales, estuvo en acción en las operaciones secretas extraterritoriales contra Kirkuk, en territorio iraquí. Luego se convirtió en el ingeniero jefe del sexto ejército de los Guardianes de la Revolución y el jefe de los Cuerpos de los Guardianes en las provincias occidentales de Irán. Tras la guerra, sirvió como gobernador y vicegobernador de Maku y Khoy, como consejero del Ministro de Cultura y Guía Islámica, y como gobernador de la entonces nuevamente establecida Provincia de Ardabil de 1993 a octubre de 1997.
Pero Ahmadineyad era una figura mayormente desconocida en la política iraní, hasta ser electo alcalde de Teherán por el Segundo Consejo de la Ciudad de Teherán el 3 de mayo de 2003, después de las elecciones al ayuntamiento del 2003, cuando con una ventaja del 12% los candidatos conservadores de la Alianza de Constructores del Irán Islámico se alzaron con la victoria en Teherán. Durante su mandato revirtió muchos de los cambios hechos por anteriores alcaldes moderados y reformistas, puso un gran énfasis religioso en las actividades de los centros culturales fundados por alcaldes previos, impuso el uso de ascensores separados para hombres y mujeres en las oficinas municipales y sugirió el entierro de los cuerpos de los mártires de la guerra Irán-Irak en las principales plazas de la ciudad de Teherán.
Como alcalde de Teherán, Ahmadineyad también se convirtió en director a cargo del periódico Hamshahri, que empezó con el despido de Mohammad Atrianfar como editor y su reemplazo por Alireza Sheij-Attar, que fue posteriormente despedido el 13 de junio de 2005, unos pocos días antes de las elecciones presidenciales, debido a la falta de apoyo a Amadineyad por parte del periódico. Sheij-Attar sería reemplazado por Ali Asghar Ash'ari, un antiguo Viceministro de Cultura y Guía Islámica durante el mandato como ministro de Mostafa Mirsalim. Durante su mandato, también despediría a Nafiseh Kouhnavard (uno de los periodistas de Hamshahri) por realizar una pregunta al entonces presidente Jatamí sobre «las líneas rojas del régimen y las agencias de inteligencia ilegales paralelas», que Ahmadineyad no consideró apropiada, y más tarde acusaría al periodista de ejercer de espía para Turquía y Azerbaiyán.
Ahmadineyad es conocido por haberse peleado con el presidente reformista Mohamed Jatamí, que entonces le quitó el poder de asistir a las reuniones de la Cámara de Ministros, un privilegio normalmente permitido a los alcaldes de Teherán. Ahmadineyad ha criticado públicamente a Jatamí por no conocer los problemas diarios del público en general. Normalmente evita las entrevistas con periodistas independientes o evita contestar sus preguntas haciendo él a su vez otras preguntas o diciéndoles que no le hagan «preguntas complicadas».
Después de dos años como alcalde de Teherán, Ahmadineyad fue seleccionado en la lista de los sesenta y cinco finalistas del Alcalde Mundial (World Mayor) de 2005 seleccionados entre los 550 nominados. Solo nueve alcaldes eran de Asia.
En su visita a Cuba en enero de 2012, es investido doctor honoris causa por la Universidad de La Habana en Ciencias Políticas.

## Relaciones exteriores
Durante el mandato de Ahmadinejad como presidente de Irán, la política exterior del país tomó un enfoque diferente al de la administración anterior. Las relaciones con los países desarrollados generalmente se deterioraron, mientras que las relaciones con los países menos desarrollados, incluidos África y América Latina, aumentaron. A la luz de los pedidos de sanciones a Irán por su programa de armas nucleares, Ahmadinejad y su ministro de Relaciones Exteriores, Manouchehr Mottaki, viajaron extensamente a través de las dos regiones, además de hospedar a otros líderes. Las relaciones con los estados del ALBA, y Venezuela, Bolivia y Ecuador, en particular, fueron más fortalecidas. Las relaciones con los Estados Unidos durante la administración Bush e Israel se deterioraron aún más. Ahmadinejad es un crítico abierto del mundo occidental y a menudo es criticado por su hostilidad hacia las naciones occidentales (con principal énfasis a los Estados Unidos, Reino Unido y Alemania), además del propio Estado de Israel.

## Polémicas y relaciones internacionales
Varias posturas de Mahmud Ahmadineyad han causado polémica y malestar en los países occidentales e Israel. En algunos casos, las críticas provendrán de acciones previas a su llegada a la presidencia de Irán, como es el caso de su presunta participación en la crisis de los rehenes. Tras alcanzar el poder, sus declaraciones y posiciones frente al Holocausto, y su decisión de conseguir tecnología atómica darían como resultado un desgaste en las relaciones diplomáticas con países islámicos y no islámicos.
En enero de 2002, el entonces presidente estadounidense George W. Bush incluyó a Irán, junto con Irak, Corea del Norte y otros países en lo que llamó el «Eje del Mal», y desde entonces la Casa Blanca y el Pentágono han acentuado sus denuncias del programa nuclear iraní.

### Actitud hacia Israel

#### Declaraciones sobre la destrucción de Israel
Mahmud Ahmadineyad realizó una polémica declaración a finales del 2005 ante miles de estudiantes iraníes en Teherán, en una conferencia titulada Por un mundo sin sionismo, con la presencia de los dirigentes de la organización Hamás, el embajador de Siria y altos cargos de la Autoridad Nacional Palestina, donde manifestó abiertamente que el Estado de Israel debía ser «borrado del mapa» y que la nación musulmana no permitirá a su enemigo histórico «vivir en su propio corazón». Estas declaraciones, manifestadas en un momento de tensión entre las potencias occidentales e Irán, generó enérgicas condenas por parte de la comunidad internacional y acusaciones de incitación al genocidio. Posteriormente el presidente iraní continuó con sus declaraciones en favor de la destrucción de Israel.
Tras estas declaraciones que han tenido gran trascendencia fueron realizadas en persa, el gobierno iraní realizó enormes esfuerzos para argumentar que fueron mal traducidas por su propia agencia oficial de noticias iraní (Agencia Noticiosa de la República Islámica, o IRNA), las que luego fueron retomadas por otras agencias de noticias del mundo.
En otra oportunidad el presidente iraní declaró que «las grandes potencias han creado el régimen sionista para extender su soberanía en la región... todos los días este régimen masacra a los palestinos, pero como es contrario a la naturaleza, pronto asistiremos a su desaparición y a su destrucción».
Los jefes de Estado y de Gobierno de la Unión Europea condenaron esas declaraciones del presidente de Irán, Mahmud Ahmadineyad, que en un acto público retomó la famosa frase del ayatolá Jomeini de que Israel "debe ser borrado del mapa", y apostó porque una nueva oleada de enfrentamientos en Palestina y una agitación en el mundo árabe sirvieran para conseguir este objetivo. El primer ministro de Israel, Ariel Sharon, dio instrucciones al embajador de Israel ante las Naciones Unidas, Dan Gillerman, para que pida la expulsión de Irán de la organización internacional.

#### Negacionismo del Holocausto
El 8 de diciembre de 2005, en una entrevista con el canal iraní en lengua árabe Al-Alam, Ahmadinejad dijo que si Alemania y Austria se sentían responsables de la masacre de judíos durante la Segunda Guerra Mundial, deberían albergar un estado de Israel en su propio suelo. Ahmadinejad dijo también que la mayoría de los judíos «no tienen raíces en Palestina, pero tienen el destino de Palestina en sus manos permitiéndose matar al pueblo Palestino». Ahmadinejad añadió:

Algunos países europeos insisten en decir que durante la Segunda Guerra Mundial, Hitler quemó a millones de judíos y los puso en campos de concentración. Cualquier historiador, comentarista o científico que duda de eso es puesto en prisión o se condena. Aunque no aceptamos este reclamo, si suponemos que es verdad... si los europeos son honestos deberían dar alguna de sus provincias en Europa – como en Alemania, Austria u otros países – a los sionistas y los sionistas pueden establecer su estado en Europa. Ofrezcan parte de Europa y lo apoyaremos.

Este comentario fue recibido con indignación por parte de los países occidentales y las Naciones Unidas. La canciller alemana Angela Merkel dijo que condenaría las palabras de Ahmadinejad, sin especificar qué palabras. Además dijo: «Haremos de todo para dejar claro que el derecho a existir de Israel no esté en peligro de ninguna manera». El canciller austríaco Wolfgang Schüssel dijo: "Estos comentarios son un error escandaloso, el cual quiero repudiar de la manera más aguda". El ministro de relaciones exteriores británico Jack Straw condenó los comentarios, diciendo que "no tienen lugar en el debate político civilizado".
En Estados Unidos, el portavoz de la Casa Blanca Scott McClellan dijo que los comentarios de Ahmadinejad «subrayan más nuestras preocupaciones sobre el régimen» en relación con su «habilidad para desarrollar armas nucleares». Un portavoz del Departamento de Estado consideró algunos de los comentarios de Ahmadinejad como «desconcertantes y objetables» y dijo que «no inspiran esperanza en alguno de nosotros en la comunidad internacional que el gobierno de Irán está preparado para comportarse como un miembro responsable de esa comunidad».
El portavoz del ministerio de relaciones exteriores de Israel Mark Regev dijo que el presidente iraní de nuevo ha «expresado las más indignantes ideas en relación a los judíos e Israel». El ministro de relaciones exteriores de Israel Silvan Shalom dijo que algunos de esos comentarios «deberían despertarnos a todos en el mundo» y añadió que «Este país... hará cualquier cosa para destruir al estado de Israel». El secretario general de las Naciones Unidas Kofi Annan estaba «conmocionado» con algunos de los comentarios de Ahmadinejad. Funcionarios saudíes y turcos criticaron los comentarios de Ahmadinejad porque «empañaron una cumbre en La Meca dedicada a mostrar la cara moderada del islam».
En un discurso televisado dado el 14 de diciembre de 2005 en la ciudad iraní de Zahedán, la prensa reportó que Ahmadineyad hizo las siguientes declaraciones negacionistas con respecto al Holocausto judío:

Ellos han inventado una leyenda en la cual los judíos fueron masacrados y la pusieron por encima de Dios, las religiones y los profetas. En Occidente se le ha dado mayor significado al mito del genocidio judío, aún más que a Dios, la religión y los profetas, y se trata de manera severa con aquellos que niegan esta leyenda pero no hacen nada a aquellos que niegan a Dios, la religión y los profetas. Si ustedes quemaron a los judíos, ¿por qué no le dan a Israel un pedazo de Europa, Estados Unidos, Canadá o Alaska? Nuestra pregunta es, si ustedes cometieron el crimen, ¿por qué una nación inocente como Palestina tiene que pagar por ese crimen?

Posteriormente, en unas respuestas escritas a preguntas de los lectores aparecidas el 1 de enero de 2006 en varios periódicos iraníes, Ahmadineyad dijo que la creación de Israel después de la Segunda Guerra Mundial había «matado dos pájaros de un tiro» para Europa. Por una parte, había conseguido «barrer a los judíos de Europa y al mismo tiempo crear un apéndice europeo con una naturaleza sionista y antiislámica en el corazón del mundo islámico». También comparó al sionismo con el fascismo:

El sionismo es una ideología occidental y una idea colonialista (...) y ahora mismo masacra a musulmanes con dirección directa y ayuda de Estados Unidos y una parte de Europa (...) El sionismo es básicamente un nuevo fascismo.

También cuestionó una vez más por qué la investigación y el debate sobre cuántos judíos murieron en el Holocausto era tabú y preguntó si era verdad que millones de judíos habían muerto a manos de Alemania.
Algunos analistas han dicho que los frecuentes comentarios antisraelíes de Ahmadineyad están destinados a impulsar su posición en su país y en el mundo islámico. Según fuentes diplomáticas sus declaraciones han endurecido la actitud de Occidente con el programa nuclear de Irán.
El 11 de diciembre del 2006, la Conferencia Internacional para la Revisión de la Visión Global del Holocausto fue inaugurada en Teherán en un marco de condenas mundiales contra ella. La conferencia, promovida y organizada por Ahmadineyad, contó con la presencia de varios líderes del Ku Klux Klan (entre ellos David Duke), diversas organizaciones neonazis europeas, los principales rabinos estadounidenses de la agrupación antisionista Neturei Karta, clérigos y gobernantes del mundo islámico. Fue descrita por los medios de comunicación occidentales como una «conferencia negadora del Holocausto» y una «reunión de negacionistas del Holocausto donde sus protagonistas numerosas veces pusieron en duda la existencia de aquel genocidio y se dedicaron a negar sistemáticamente la cifra de víctimas, la existencia de cámaras de gas y los principales campos de exterminio, además de difamar a Israel y el sionismo en general». Muchos líderes mundiales reaccionaron ante tal suceso repudiando aquella reunión. Entre ellos estuvo el secretario de las Naciones Unidas, Kofi Annan, quien instó a los Estados miembros a «luchar contra la denegación, y educar a sus poblaciones acerca de los hechos así establecidos por la versión histórica del Holocausto, en los que un tercio de los judíos fueron asesinados, junto con innumerables miembros de otras minorías» y recordó que Israel es un miembro antiguo de la organización, con todos sus derechos y obligaciones. Y que en virtud de la Carta de la Organización, todos los miembros se han comprometido a abstenerse de la amenaza o el uso de la fuerza contra la integridad territorial o la independencia política de cualquier Estado.
Por su parte, la canciller alemana Angela Merkel, en el marco de una contra-conferencia organizada en Berlín, declaró: «Quisiera dejar en claro que el gobierno y pueblo alemán rechazan con toda contundencia la conferencia que tuvo lugar en Irán donde se negó sin pudor alguno la existencia del Holocausto». El primer ministro israelí Ehud Ólmert dijo que la conferencia «representa un fenómeno enfermo de negacionismo que demuestra la propagación del odio que pretende esparcir el régimen fundamentalista iraní», mientras que la canciller israelí Tzipi Livni expresó que «la maldad proveniente de Teherán y sus aliados no puede ocultar todo el dolor y sufrimiento de los sobrevivientes de aquel horror» y el principal rabino de Israel (Yona Metzger) llamó a que los judíos de todo el mundo inicien un boicot contra los miembros de Neturei Karta impidiéndoles la entrada a cualquier sinagoga o institución de la comunidad. El Departamento de Estado estadounidense describió el evento iraní como «otro acto desagradable del régimen de Teherán, en esta materia en particular, que continúa con la espantosa negación de la muerte de seis millones de personas que perecieron en el Holocausto». El Centro Simon Wiesenthal en Los Ángeles organizó una teleconferencia en el mismo momento que tuvo lugar la conferencia iraní para invitar a distintos sobrevivientes del Holocausto a contar sus historias personales. El premier británico Tony Blair denunció la conferencia en Irán como una «chocante e increíble negación pública del genocidio que tuvo lugar en Europa» y expresó que «Esto constituye un símbolo del sectarismo y odio contra personas de otras religiones. Es decir, ir e invitar al mayor líder del racista Ku Klux Klan a una conferencia en Teherán que cuestiona la existencia de las millones de personas que murieron en el Holocausto... ¿qué otras evidencias se necesitan para comprobar la naturaleza extremista de ese régimen?». El ministro belga de asuntos exteriores condenó las expresiones negacionistas de Irán y enfatizó el «incuestionable derecho a la existencia del Estado de Israel». El ministro de relaciones exteriores canadiense Peter MacKay catalogó a la conferencia como «Un ultraje. Un insulto a las víctimas del Holocausto. Un insulto a sus descendientes. El gobierno de Canadá y estoy seguro que también muchos otros parlamentarios alrededor del globo condenan esta conferencia, de la misma manera que condenamos anteriormente los comentarios del presidente iraní sobre el Holocausto que promueven el odio y niegan los crímenes nazis». A su vez, también se oyeron condenas mundiales similares contra la conferencia en la capital iraní por parte de los gobiernos de Francia, Rusia, Suiza, Polonia y México, así como de la Santa Sede.
El 26 de enero del 2007, la Asamblea General de las Naciones Unidas adoptó una resolución condenando cualquier tipo de negación del Holocausto, votando solamente Irán en contra de su aprobación. Tres días antes, los Estados Unidos había propuesto la resolución y representantes de la Unión Europea, Canadá, Australia e Israel buscaron más apoyos externos para la misma. Turquía, Rusia y Alemania, que mantenían la presidencia de la UE en ese momento, se comprometieron a obtener una mayoría a favor para la propuesta. Para el 26, la resolución tenía 104 auspiciantes.
Desde la Universidad de Teherán al término de la concentración anual «anti israelí» con motivo del Día de Al-Quds (nombre árabe de Jerusalén), en un discurso retransmitido en directo por la radio estatal iraní, el 18 de septiembre de 2009 Ahmadineyad afirmó que:

El pretexto para la creación del régimen sionista es falso; se trata de una mentira basada en un mito e imposible de probar.

y que

Si el Holocausto, como ellos dicen, es verdad, ¿por qué no ofrecen pruebas?.

A lo que añadió que «hacer frente al régimen sionista es una obligación nacional y religiosa», así como que «este régimen (israelí) no durará mucho. No vinculéis vuestro destino a él (...) este régimen no tiene futuro. Su vida ha llegado a su fin», ratificando de esta manera la posición del Gobierno iraní hacia el Estado judío.
Canadá, Estados Unidos, Francia, Gran Bretaña, Alemania, Rusia y la Unión Europea condenaron los dichos del presidente iraní.

#### La «conspiración judía mundial»
En un discurso de Ahmadineyad en la sede de la Asamblea General de la ONU en Nueva York, el 23 de septiembre del 2008, el mandatario iraní afirmó que los judíos «dominan Estados Unidos y Europa, especialmente el mundo financiero» y acusó a Israel de ser «la causa de todos los males del mundo». A su vez, el presidente iraní declaró que la «independencia de los pueblos de Osetia, Abjasia y Georgia está siendo obstruida por la acción secreta de los sionistas» y que son esos mismos «poderes invisibles la causa de las campañas encaminadas a impedir a Irán ver su programa nuclear tener éxito». Posteriormente también dijo en su discurso que «los sionistas criminales que dominan el mundo son los que destruyen el medio ambiente y la solidaridad entre las naciones» y denunció la «manipulación de la soberanía del pueblo estadounidense y europeo por una minúscula minoría dominadora y agresiva que se cree superior y actúa en secreto». Finalmente Mahmud Ahmadineyad profetizó que «el irresistible hundimiento del peligro judío permitirá al mundo vivir en armonía y fraternidad».
Las reacciones no se hicieron esperar. Numerosas personalidades que se habían congregado en Manhattan (Nueva York), en el marco de una marcha en repudio de la visita de Ahmadineyad, condenaron este discurso. Entre ellos estuvo el sobreviviente del Holocausto Elie Wiesel quien dijo «Ahmadineyad debe irse a su casa y quedarse allí. Las Naciones Unidas no es su lugar; su lugar es la Corte Penal Internacional donde será juzgado por promover un genocidio y la destrucción nuclear». Por otra lado, los miembros de las delegaciones norteamericanas e israelíes se negaron a asistir a la intervención de Ahmadineyad. El ministro francés de Asuntos Exteriores Bernard Kouchner proclamó que no era suficiente limitarse a condenar las declaraciones de Ahmadineyad y que era necesario «reaccionar porque la situación es extremadamente grave y se vuelve peligrosa». Por otra parte, el presidente israelí Shimón Peres afirmó que Ahmadineyad «es una desgracia para el Islam, para su propio pueblo y para las Naciones Unidas, que le había permitido pisotear los valores y principios por los cuales el organismo había sido creado». En su alocución, Peres luego declaró:

Irán es el centro de toda violencia y fanatismo en la zona, su régimen constituye un peligro para el mundo entero. Irán busca la hegemonía religiosa y la dominación regional, profundiza la división en Oriente Medio, obstaculiza el proceso de paz y atenta contra los derechos humanos.

El apoyo de Irán a Hezbolá dividió al Líbano, su apoyo a Hamás divide a los palestinos y retrasa el establecimiento de un Estado Palestino soberano. Su despreciable y cínica negación del Holocausto es una ofensa a los sobrevivientes del horror. Y es algo contradictorio con las resoluciones adoptadas por esta asamblea.
Irán continúa desarrollando uranio enriquecido y misiles de largo alcance. Ellos introducen una religión de miedo, en oposición al llamado de Dios por el respeto a la vida. El pueblo iraní no es nuestro enemigo y nunca lo ha sido. El liderazgo fanático de ese país es nuestro problema y la preocupación del mundo. Irán combina misiles de largo alcance con mentes de corto alcance.
El líder iraní es un peligro para su pueblo, para la región y para el mundo entero. Él es una auténtica desgracia para el antiguo pueblo iraní. Él es una desgracia para los valores del Islam. Él es una desgracia para esta casa, las Naciones Unidas, sus principios y sus valores básicos. Nunca se ha vertido en este recinto un discurso tan abiertamente antisemita y que llama al odio más bajo como el pronunciado por ese demente. Su aparición aquí, es ya de por sí una vergüenza.

La Asamblea General y el Consejo de Seguridad tienen la responsabilidad de prevenir agonías antes de que ocurran. Israel ha probado que las democracias pueden defenderse a sí mismas. No vamos a cambiar. El terrorismo no ha resuelto ni un sólo problema. Nunca lo ha hecho y nunca lo hará. Los terroristas harán del mundo un lugar ingobernable. Si a un pequeño grupo de violentos asesinos se les permite amenazar a masas inocentes, el mundo quedará sin orden ni seguridad. El mundo libre debe unirse para combatir este flagelo.

#### Durban II
En la conferencia contra el racismo de la ONU de 2009 (conocida como Durban II) celebrada en Ginebra, las palabras del líder iraní fueron calificadas de «relativizadoras del Holocausto y de antisemitas» tanto por líderes políticos como por medios periodísticos. Los repudios se sucedieron posteriormente por diversos gobiernos.

### Declaraciones sobre la homosexualidad
En el 2007, con motivo de una conferencia de Mahmud Ahmadineyad en la Universidad de Columbia (que generó protestas multitudinarias en la plaza de dicha universidad), el presidente iraní afirmó que en su país «no hay homosexuales como aquí, no existe ese fenómeno», siendo acusado de practicar la homofobia. Por otra parte, la homosexualidad es castigada con la pena de muerte en Irán, hecho que se extiende a numerosos países en los que rige una interpretación de la Sharía o ley musulmana para reprimir conductas de este tipo. Tras ganar de nuevo las elecciones en 2009 Ahmadineyad acusó a las democracias occidentales «de apoyarse en los homosexuales para ganar más votos» añadiendo que en Irán «la democracia está basada en la ética» y previamente asegurando que en dicho país «todos los iraníes son iguales ante la ley, sean ministros o políticos».

### Crisis de los rehenes
Más de medio centenar de estadounidenses permanecieron cautivos durante 444 días en la embajada de Estados Unidos en Irán, entre noviembre de 1979 y enero de 1981, después del derrocamiento del Sah Mohamed Reza Pahlevi y la instauración de un régimen islámico.
Al menos cinco personas que permanecieron como rehenes de militantes iraníes en la embajada de Estados Unidos en Teherán hace 25 años supuestamente identificaron al presidente electo de Irán, Mahmud Ahmadineyad, como un cabecilla de los secuestradores, extremo desmentido por un exespía iraní.
Fuentes del Departamento de Estado han señalado que se busca información más precisa sobre las actividades de Ahmadineyad en los primeros años de la revolución iraní. Sharer dijo a la cadena de televisión CNN que Ahmadineyad "sin duda estuvo allí, en la embajada, con un papel como de asesor". La Casa Blanca ha advertido a Irán de que se ha tomado «muy en serio» las graves acusaciones.
Los militantes reclamaban a Estados Unidos entregar al Sah para ser enjuiciado. Chuck Scott, un coronel retirado del Ejército de Estados Unidos, dijo a la televisión que no tenía dudas de que Ahmadineyad, elegido presidente de Irán la semana anterior, fuera uno de los cabecillas de los cientos de militantes que ocuparon la embajada.
Otros cuatro ex rehenes, Kevin Hermening, William Daugherty, David Roeder y Don Sharer, formularon declaraciones similares a diferentes medios de prensa estadounidenses. Varios periódicos, canales de televisión y medios por Internet publicaron fotografías de esos sucesos tomadas en noviembre de 1979. En una de ellas se ve a un estadounidense, maniatado y con una venda colocada alrededor de su cabeza, conducido por tres captores iraníes. El hombre que camina a la izquierda del rehén, según esos medios, tiene cierta similitud de rasgos con Ahmadineyad.
El secuestro suscitado en el país árabe culminó con la derrota del presidente estadounidense Jimmy Carter a manos de un Ronald Reagan, que aparecía mucho más fuerte, decisivo y enérgico. La hostilidad entre Washington y Teherán se agravó después de que fueran liberados los rehenes estadounidenses, debido al apoyo que la Casa Blanca dio a Irak durante su guerra contra Irán en la década de 1980.
En noviembre de 2012 miles de iraníes festejaron el hecho y se concentraron en la capital Teherán para conmemorar el 33 aniversario de la toma de la embajada.

### Programa nuclear
Ahmadineyad anunció el 11 de enero de 2006 la intención de conseguir acceso a la tecnología nuclear para aplicarla con fines pacíficos. Enfatizó que su gobierno no deseaba fabricar la bomba atómica, afirmando que algo así sería «ilegal y contrario a nuestra religión».
En una conferencia celebrada en enero de 2006 en Teherán comentó, junto a Rober Vega, que una nación que tiene «cultura, coherencia y civilización no tenía por qué necesitar armas nucleares. No obstante, aquellos países que poseen armamento atómico suelen ser aquellos que prefieren solucionar todo tipo de problemas mediante el uso de la fuerza».
En abril de 2006, Ahmadineyad anunció que Irán había conseguido refinar uranio hasta un grado en el que era posible su utilización como combustible nuclear. En un discurso para estudiantes y académicos en Mashad, dijo que las condiciones de Irán habían cambiado completamente acorde a la consecución de un «estado nuclear», y que podía hablar con el resto de países desde ese estatus.
El 13 de abril de 2006, la Agencia iraní de noticias (IRNA) afirmó que Ahmadineyad había dicho que la tecnología nuclear iraní no supondría amenaza alguna porque el gobierno deseaba «paz y estabilidad». También afirmó que no provocarían injusticias, pero que tampoco se someterían a la injusticia.
A pesar del apoyo expreso de Ahmadinejad al programa, el equipo del presidente iraní no es responsable por la política nuclear. Esta es establecida por el Consejo Supremo de Seguridad Nacional de Irán. El consejo incluye a dos representantes nombrados por el líder Supremo, los oficiales militares y los miembros de los poderes ejecutivo, judicial y legislativo del gobierno.(ver eg. Alí Lariyaní), e informa directamente el Líder Supremo Alí Jamenei, quien expidió un fatwa contra armas nucleares en 2005.
El 15 de noviembre de 2006 El presidente iraní anunció que "Desde ese día, la nación iraní poseía el ciclo completo para uso de combustible nuclear."

## Acusaciones de participación en la crisis de los rehenes
En enero de 2002, el entonces presidente estadounidense, George W. Bush, incluyó a Irán (con Corea del Norte e Irak) en lo que llamó el «eje del mal». Desde entonces Estados Unidos ha acentuado sus denuncias del programa nuclear iraní.
Al menos cinco personas que permanecieron como rehenes de militantes iraníes en la embajada de Estados Unidos en Teherán hace 25 años identificaron al presidente electo de Irán, Mahmud Ahmadineyad, como un cabecilla de los secuestradores. Más de medio centenar de estadounidenses permanecieron cautivos durante 444 días en la embajada de Estados Unidos en Irán, entre noviembre de 1979 y enero de 1981, después del derrocamiento del Sha Mohamed Reza Pahlevi y la instauración de un régimen islámico. Los militantes reclamaban a Estados Unidos entregar al Sha para ser enjuiciado. Chuck Scott, un coronel retirado del Ejército de Estados Unidos, dijo a la televisión que no tiene dudas de que Ahmadineyad, elegido presidente de Irán la semana pasada, fue uno de los cabecillas de los cientos de militantes que ocuparon la embajada. Otros cuatro ex rehenes, Kevin Hermening, William Daugherty, David Roeder y Don Sharer, formularon declaraciones similares a diferentes medios de prensa estadounidenses. Varios periódicos, canales de televisión y medios por internet publicaron fotografías de esos sucesos tomadas en noviembre de 1979. En una de ellas se ve a un estadounidense, maniatado y con una venda colocada alrededor de su cabeza, conducido por tres captores iraníes. El hombre que camina a la izquierda del rehén, según esos medios, tiene cierta similitud de rasgos con Ahmadineyad.
Sharer dijo a la cadena de televisión CNN que Ahmadineyad «sin duda estuvo allí, en la embajada, con un papel como de asesor». La Casa Blanca ha advertido a Irán de que se ha tomado «muy en serio» las graves acusaciones. A Estados Unidos no se le ha olvidado todavía la afrenta que supuso el secuestro de Irán, que culminó con la derrota del presidente Carter a manos de un Reagan, que aparecía mucho más fuerte, decisivo y enérgico. Los rehenes pasaron esos 444 días cautivos en la embajada entre 1979 y 1981 después del derrocamiento del Sha Mohamed Reza Pahlevi y la instauración de un régimen islámico. Con el secuestro de los estadounidenses, el grupo de raptores exigía a Estados Unidos que entregara al Sha para que fuera enjuiciado.
Las hostilidad entre Washington y Teherán se agravó después de que fueran liberados los rehenes estadounidenses, debido al apoyo que el gobierno estadounidense dio a Irak durante su guerra contra Irán en la década de 1980. «Nos tomamos esas alegaciones muy en serio y estamos analizándolas para entender mejor los hechos», ha advertido el Gobierno estadounidense, muy molesto con el resultado de las elecciones iraníes.
Fuentes del Departamento de Estado estadounidense han señalado que se busca información más precisa sobre las actividades de Ahmdadineyad en los primeros años de la revolución iraní. En una entrevista con el diario británico The Times, el aquel entonces presidente de EE. UU., George W. Bush, no había comentado directamente estas alegaciones, pero habría señalado que «el tiempo dirá» si su país y demás aliados pueden dialogar con el gobierno de Ahmdadineyad.

## Plataforma electoral de 2009
En su campaña presidencial, Ahmadineyad adoptó un enfoque similar al de 2005, considerado por algunos populista, haciendo énfasis en su vida sencilla, y comparándose a sí mismo con Mohammad Alí Rayaí (segundo presidente de Irán asesinado en 1981, último seglar en ocupar el cargo antes del propio Rafsanyani), —reivindicación que suscitó objeciones de la familia de Rayaí. Ahmadineyad anunció que planeaba formar un «gobierno ejemplar para las personas de mundo». Ahmadineyad se inscribía en la corriente política iraní que autodefine como principista, surgida como reacción al reformismo de los años 90 del presidente Jatamí con el lema de la lealtad a los «principios del islam y la Revolución». 
Ahmadineyad era el único candidato a la presidencia que habló contra futuras relaciones con los Estados Unidos. Además, en una entrevista en la televisión iraní —la única en Irán y controlada por el gobierno— unos pocos días antes las elecciones, Ahmadineyad acusó a las Naciones Unidas de ser «unilateral, situada en contra del mundo del Islam». Se ha opuesto abiertamente al derecho de veto del Consejo de Seguridad de las Naciones Unidas dado a los cinco miembros permanentes. En la misma entrevista, mencionó que «No es justo que unos pocos estados se sienten a vetar los acuerdos globales. Si tal derecho continúa existiendo, al mundo musulmán con una población de casi 1500 millones de habitantes debería serle dado el mismo privilegio». Además, ha defendido el programa nuclear iraní y ha acusado a «unos pocos poderes arrogantes» de intentar limitar el desarrollo industrial y tecnológico de Irán en este y otros campos. A una pregunta de un periodista de Shargh acerca de la liberación de presos políticos en el caso de que él llegara a ser presidente, Ahmadineyad contestó con una pregunta: «¿Qué presos políticos? ¿Los presos políticos en los Estados Unidos?»
El lema principal de su campaña era «Es posible y nosotros lo podemos hacer» (می‌شود و می‌توانیم). Políticamente, es miembro de la Sociedad Islámica de Ingenieros, pero tiene también una base poderosa dentro de la Alianza de Constructores de Irán Islámico (también conocido como Abadgaran).
Durante su campaña para la segunda vuelta, ha afirmado «nosotros no tomamos parte en la revolución para un gobierno por turnos [...] Esta revolución trata de alcanzar un gobierno mundial». 
| Predecesor: Mohammad Jatamí | Presidente de la República Islámica de Irán 2005-2013 | Sucesor: Hasán Rouhaní |